# Chang'an CM8
De Chang'an CM8 is een model van het Chinese automerk Chang'an Motors. De auto is een zeer compact busje. In 2005 is de productie gestart. De auto is niet in Europa leverbaar. In China echter wordt de auto geleverd met een 1.3 16V benzinemotor met 82 pk en een 1.6 16V benzinemotor met 98 pk. Dieselmotoren in deze auto bestaan niet.